# Mardeuil
Mardeuil is een gemeente in het Franse departement Marne (regio Grand Est). De plaats maakt deel uit van het arrondissement Épernay. Mardeuil telde op 1 januari 2022 1.463 inwoners.

## Geografie
De oppervlakte van Mardeuil bedroeg op 1 januari 2022 9,19 vierkante kilometer; de bevolkingsdichtheid was toen 159,2 inwoners per km².

## Demografie
Onderstaande figuur toont het verloop van het inwonertal (bron: INSEE-tellingen).